# Nomia iridescens
Nomia iridescens är en biart som beskrevs av Smith 1853. Nomia iridescens ingår i släktet Nomia och familjen vägbin. Inga underarter finns listade i Catalogue of Life.